# Schlacht bei Scapezzano
Die Schlacht von Scapezzano war ein kurzes Gefecht während des Österreichisch-Neapolitanischen Kriegs und fand am 1. Mai 1815 zwischen einem österreichischen Korps unter General Adam Albert von Neipperg und einer neapolitanischen Division unter General Michele Carrascosa statt. 
Im Mai 1815 war Joachim Murat der König des napoleonischen Satellitenstaats Königreich Neapel bereits von den Österreichern in die Defensive gezwungen und auf sein Hauptquartier in Ancona zurückgedrängt worden. Durch das Apenningebirge waren die beiden österreichischen Korps unter General Neipperg und unter General Bianchi jedoch gezwungen sich zu trennen. Neippergs Korps mit 15.300 Mann folgte der sich zurückziehenden neapolitanischen Armee auf direktem Weg entlang der adriatischen Küste, während Bianchis Korps mit ca. 12.000 Mann Richtung Foligno ins Landesinnere marschierte, um den Rückzugsweg nach Neapel abzuschneiden. Murat der gesamt 30.000 Mann in Ancona gesammelt hatte, hoffte nun die beiden Korps getrennt schlagen zu können. 
Murat beschloss, die Hauptstreitmacht gegen das Korps Bianchi zu schicken, und wählte als Schlachtort die Gegend um Tolentino. An der adriatischen Küste ließ er eine Division unter Carascosa zurück, um das Korps Neipperg aufzuhalten, bis das Korps Bianchi besiegt worden wäre. Nach zahlreichen Manövern und einigen Gefechten am 1. Mai 1815 lief die Division Carascosa jedoch Gefahr, vom Korps Neipperg umzingelt zu werden, und zog sich daraufhin geordnet nach Ancona zurück. Das erlaubte es General Neipperg, die neapolitanische Hauptstreitmacht, die gerade in die Schlacht von Tolentino verwickelt war, zu bedrohen und führte so schließlich zum entscheidenden österreichischen Sieg und den Vertrag von Casalanza.